# کاتالیزور آلی

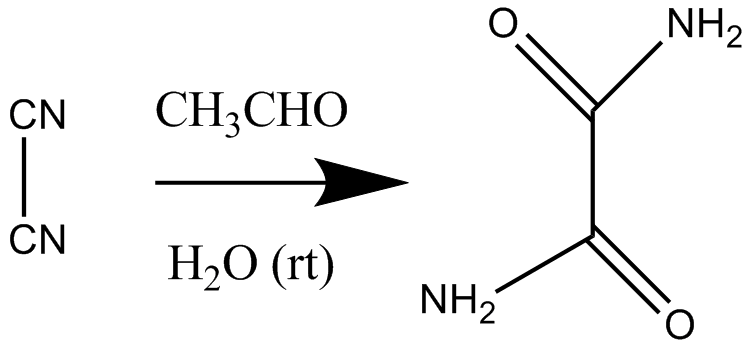
سنتز اکسامید یوستوس فون لیبیش از سیانوژن و آب، نشان‌دهندهٔ اولین واکنش ارگانوکاتالیستی است و با استالدهید به‌عنوان اولین «ارگانوکاتالیست» خالص کشف‌شده، که مشابه «تخمیرهای» نام‌گذاری‌شده در آن زمان، که اکنون به عنوان «آنزیم» شناخته‌می‌شوند، شهرت دارد.

کاتالیزور آلی یا ارگانوکاتالیست (انگلیسی: Organocatalysis) در شیمی آلی نوعی از کاتالیستهاست که در آن سرعت واکنش شیمیایی توسط کاتالیست آلی افزایش می‌یابد. این مواد از کربن، هیدروژن، گوگرد و دیگر عناصر غیرفلزی موجود در ترکیبات آلی ایجاد شده‌اند. به‌علت شباهت آن‌ها در ترکیب و توضیح، معمولا به اشتباه آنزیم‌ها نامیده می‌شوند زیرا که آثار مشابهی بر سرعت واکنش و اشکال مشارکت کاتالیست دارند. 
ارگانوکاتالیست‌هایی‌که عملکرد آمین ثانویه را انجام می‌دهند می‌توانند به‌عنوان کاتالیست انامین یا کاتالیست ایمین توصیف شوند. ارگانوکاتالیست‌ها چندین مزیت ایجاد می‌کنند از جمله آن‌که نیازی برای کاتالیست مبتنی بر فلز نخواهد بود، لذا در شیمی سبز مشارکت دارند. در سال ۲۰۲۱، بنجامین لیست و دیوید مک‌میلان بابت پژوهش در زمینهٔ ارگانوکاتالیست‌ها، برندهٔ جایزه نوبل شیمی شدند.